# 36. Primetime Emmy-gála
A 36. Primetime Emmy-gála során az 1983 és 1984 között főműsoridőben bemutatott, amerikai televíziós programokat értékelték. A jelölteket az Academy of Television Arts & Sciences választotta ki. A Los Angeles-i Pasadena Civic Auditoriumben tartott ceremóniát az NBC tűzte műsorra 1984. szeptember 23-án. A műsor házigazdája Tom Selleck volt. Ekkor kapta meg Laurence Olivier karrierje utolsó 5 Emmy-díját, az ő győzelme volt az utolsó alkalom, hogy színész kategóriában szindikált sugárzású műsor nyert.

## Győztesek és jelöltek
A nyertesek félkövérrel jelölve.

### Műsorok
| Legjobb vígjátéksorozat | Legjobb drámasorozat                                                                                                 |
| --- | --- |
| - Cheers (NBC) - Buffalo Bill (NBC) - Családi kötelékek (NBC) - Kate & Allie (CBS) - Newhart (CBS) | - Zsarublues (NBC) - Cagney és Lacey (CBS) - Fame (szindikált sugárzás) - Magnum (CBS) - Egy kórház magánélete (NBC) |
| Legjobb tévéfilm | Legjobb minisorozat                                                                                                  |
| - Apa és leánya (ABC) - Adam (NBC) - Másnap (ABC) - The Dollmaker (ABC) - A vágy villamosa (ABC) | - Concealed Enemies (PBS) - Chiefs (CBS) - George Washington (CBS) - Nancy Astor (PBS) - Reilly: Ace of Spies (PBS)  |
| Legjobb varietésorozat vagy különkiadás | |
| - The Kennedy Center Honors: A Celebration of the Performing Arts (CBS) - 38. Tony-gála (CBS) - AFI Life Achievement Award: A Tribute to Lillian Gish (CBS) - Late Night with David Letterman (NBC) - The Tonight Show Starring Johnny Carson (NBC) | |

### Színészek

#### Főszereplők
| Legjobb férfi főszereplő (vígjátéksorozat) | Legjobb női főszereplő (vígjátéksorozat) |
| --- | --- |
| - John Ritter (Jack Tripper) - Three's Company (ABC) (Epizód: "Cupid Works Overtime") - Dabney Coleman (Bill Bittinger) - Buffalo Bill (NBC) - Ted Danson (Sam Malone) - Cheers (NBC) - Robert Guillaume (Benson DuBois) - Benson (ABC) - Sherman Hemsley (George Jefferson) - The Jeffersons (CBS)                        | - Jane Curtin (Allison Lowell) - Kate & Allie (CBS) - Joanna Cassidy (Jo Jo White) - Buffalo Bill (NBC) - Shelley Long (Diane Chambers) - Cheers (NBC) - Susan Saint James (Katherine McArdle) - Kate & Allie (CBS) - Isabel Sanford (Louise Jefferson) - The Jeffersons (CBS)                              |
| Legjobb férfi főszereplő (drámasorozat) | Legjobb női főszereplő (drámasorozat) |
| - Tom Selleck (Thomas Magnum) - Magnum (CBS) (Epizód: "Haza a tengerről") - William Daniels (Dr. Mark Craig) - Egy kórház magánélete (NBC) - Ed Flanders (Dr. Donald Westphall) - Egy kórház magánélete (NBC) - John Forsythe (Blake Carrington) - Dinasztia (ABC) - Daniel J. Travanti (Frank Furillo) - Zsarublues (NBC) | - Tyne Daly (Mary Beth Lacey) - Cagney és Lacey (CBS) (Epizód: "The Baby Broker") - Debbie Allen (Lydia Grant) - Fame (szindikált sugárzás) - Joan Collins (Alexis Colby) - Dinasztia (ABC) - Sharon Gless (Christine Cagney) - Cagney és Lacey (CBS) - Veronica Hamel (Joyce Davenport) - Zsarublues (NBC) |
| Legjobb férfi főszereplő (minisorozat vagy különkiadás) | Legjobb női főszereplő (minisorozat vagy különkiadás) |
| - Laurence Olivier (Lear király) - Lear király (szindikált sugárzás) - Ted Danson (Steven Bennett) - Apa és leánya (ABC) - Louis Gossett Jr. (Anwar al-Sadat) - Sadat (szindikált sugárzás) - Mickey Rooney (Bill Sackter) - Bill: On His Own (CBS) - Daniel J. Travanti (John Walsh) - Adam (NBC)                         | - Jane Fonda (Gertie Nevels) - The Dollmaker (ABC) - Jane Alexander (Calamity Jane) - Calamity Jane (CBS) - Ann-Margret (Blanche DuBois) - A vágy villamosa (ABC) - Glenn Close (Gail Bennett) - Apa és leánya (ABC) - JoBeth Williams (Reve Walsh) - Adam (NBC)                                            |

#### Mellőkszereplők
| Legjobb férfi mellékszereplő (vígjátéksorozat) | Legjobb női mellékszereplő (vígjátéksorozat) |
| --- | --- |
| - Pat Harrington Jr. (Dwayne F. Schneider) - One Day at a Time (CBS) - René Auberjonois (Clayton Runnymede Endicott III) - Benson (ABC) - Nicholas Colasanto (Ernie Pantusso) - Cheers (NBC) - Tom Poston (George Utley) - Newhart (CBS) - George Wendt (Norm Peterson) - Cheers (NBC)                                                                                     | - Rhea Perlman (Carla Tortelli) - Cheers (NBC) - Julia Duffy (Stephanie Vanderkellen) - Newhart (CBS) - Marla Gibbs (Florence Johnston) - The Jeffersons (CBS) - Paula Kelly (Liz Williams) - Night Court (NBC) - Marion Ross (Marion Cunningham) - Happy Days (ABC)                                                                          |
| Legjobb férfi mellékszereplő (drámasorozat) | Legjobb női mellékszereplő (drámasorozat) |
| - Bruce Weitz (Mick Belker) - Zsarublues (NBC) - Ed Begley Jr. (Dr. Victor Ehrlich) - Egy kórház magánélete (NBC) - Michael Conrad (Phil Esterhaus) - Zsarublues (NBC) - John Hillerman (Higgins) - Magnum (CBS) - James Sikking (Howard Hunter) - Zsarublues (NBC) | - Alfre Woodard (Doris Robson) - Zsarublues (NBC) (Epizód: "Doris in Wonderland") - Barbara Bosson (Fay Furillo) - Zsarublues (NBC) - Piper Laurie (Fran Singleton) - Egy kórház magánélete (NBC) (Epizód: "Lust et Veritas") - Madge Sinclair (Ernestine Shoop) - Trapper John, M.D. (CBS) - Betty Thomas (Lucille Bates) - Zsarublues (NBC) |
| Legjobb férfi mellékszereplő (minisorozat vagy különkiadás) | Legjobb női mellékszereplő (minisorozat vagy különkiadás) |
| - Art Carney (Tony) - Keményöklű Joe Morgan (CBS) - Keith Carradine (Foxy Funderburke) - Chiefs (CBS) - John Gielgud (Lord Durrisdeer) - A ballantraei örökös (CBS) - John Lithgow (Joe Huxley) - Másnap (ABC) - Randy Quaid (Harold 'Mitch' Mitchell) - A vágy villamosa (ABC) - David Ogden Stiers (Dr. William Milligan Sloane) - The First Olympics: Athens 1896 (NBC) | - Roxana Zal (Amelia Bennett) - Apa és leánya (ABC) - Beverly D’Angelo (Stella DuBois Kowalski) - A vágy villamosa (ABC) - Patty Duke (Martha Washington) - George Washington (CBS) - Cloris Leachman (Mary Kovacs) - Ernie Kovacs: Between the Laughter (ABC) - Tuesday Weld (Margie Young-Hunt) - Rosszkedvünk tele (CBS)                   |

#### Egyedülálló alakítások
| Legjobb egyedülálló alakítás varieté vagy zenés műsorban |
| --- |
| - Cloris Leachman – The Screen Actors Guild 50th Anniversary Celebration (CBS) - Debbie Allen – Live...And in Person (NBC) - George Burns – George Burns Celebrates 80 Years in Show Business (NBC) - Eddie Murphy – Saturday Night Live (NBC) - Joe Piscopo – Saturday Night Live (NBC) - Lily Tomlin – Live...And in Person (NBC) |

### Rendezők
| Legjobb rendező (vígjátéksorozat) | Legjobb rendező (drámasorozat) |
| --- | --- |
| - Kate & Allie (CBS) (Epizód: "The Very Loud Family") – Bill Persky - AfterMASH (CBS) (Epizód: "Fall Out") – Larry Gelbart - Buffalo Bill (NBC) (Epizód: "Jo-Jo's Problem, Part 2") – Ellen Falcon - Cheers (NBC) (Epizód: "A régi tűz") – James Burrows | - Zsarublues (NBC) (Epizód: "Goodbye, Mr. Scripps") – Corey Allen - Fame (szindikált sugárzás) (Epizód: "Sheer Will") – Robert Scheerer - Zsarublues (NBC) (Epizód: "Doris in Wonderland") – Arthur Allan Seidelman - Zsarublues (NBC) (Epizód: "Midway to What?") – Thomas Carter |
| Legjobb rendező (varietésorozat vagy különkiadás) | Legjobb rendező (minisorozat vagy különkiadás) |
| - Here's Television Entertainment (NBC) – Dwight Hemion - 38. Tony-gála (CBS) – Clark Jones - Burnett Discovers Domingo (CBS) – Marty Pasetta - The Kennedy Center Honors: A Celebration of the Performing Arts (CBS) – Don Mischer                      | - Concealed Enemies (PBS) (Epizód: "Part III") – Jeff Bleckner - Másnap (ABC) – Nicholas Meyer - Ernie Kovacs: Between the Laughter (ABC) – Lamont Johnson - Apa és leánya (ABC) – Randa Haines - A vágy villamosa (ABC) – John Erman                                              |

### Forgatókönyvírók
| Legjobb forgatókönyv (vígjátéksorozat) | Legjobb forgatókönyv (drámasorozat) |
| --- | --- |
| - Cheers (NBC) (Epizód: "A régi tűz") – David Angell - Buffalo Bill (NBC) (Epizód: "Jo-Jo's Problem, Part 2") – Jay Tarses - Buffalo Bill (NBC) (Epizód: "Wilkinson's Sword") – Tom Patchett - Cheers (NBC) (Epizód: "A gyilkos színész") – David Lloyd - Cheers (NBC) (Epizód: "Erő játék") – Glen Charles, Les Charles | - Egy kórház magánélete (NBC) (Epizód: "The Women") – John Masius, Tom Fontana, John Ford Noonan - Zsarublues (NBC) (Epizód: "Doris in Wonderland") – Steven Bochco, Jeffrey Lewis, David Milch, Peter Silverman - Zsarublues (NBC) (Epizód: "Grace Under Pressure") – Steven Bochco, Jeffrey Lewis, David Milch, Michael Wagner, Karen Hall, Mark Frost - Egy kórház magánélete (NBC) (Epizód: "All About Eve") – John Masius, Tom Fontana - Egy kórház magánélete (NBC) (Epizód: "Newheart") – John Masius, Tom Fontana, Garn Stephens, Emilie R. Small - Egy kórház magánélete (NBC) (Epizód: "Qui Transulit Sustinet") – John Masius, Tom Fontana, John Tinker, Mark Tinker |
| Legjobb forgatókönyv (varietésorozat vagy különkiadás) | Legjobb forgatókönyv (minisorozat vagy különkiadás) |
| - Late Night with David Letterman (NBC) (Epizód: "312. rész") - 38. Tony-gála (CBS) - AFI Life Achievement Award: A Tribute to Lillian Gish (CBS) - The Kennedy Center Honors: A Celebration of the Performing Arts (CBS) - Late Night with David Letterman (NBC) (Epizód: "285. rész") - Late Night with David Letterman (NBC) (Epizód: "291. rész") - Saturday Night Live (NBC) (Epizód: "Billy Crystal, Ed Koch, Edwin Newman, Don Novello and Betty Thomas") | - Apa és leánya (ABC) – William Hanley - Adam (NBC) – Allan Leicht - Másnap (ABC) – Edward Hume - The Dollmaker (ABC) – Susan Cooper, Hume Cronyn - Ernie Kovacs: Between the Laughter (ABC) – April Smith |

## Fordítás
- Ez a szócikk részben vagy egészben  a(z)   36th Primetime Emmy Awards című angol Wikipédia-szócikk fordításán alapul.  Az eredeti cikk szerkesztőit annak laptörténete sorolja fel. Ez a jelzés csupán a megfogalmazás eredetét és a szerzői jogokat jelzi, nem szolgál a cikkben szereplő információk forrásmegjelöléseként.